# Holotrichius
Holotrichius es un género de la familia de las chinches asesinas (Reduviidae).

## Especies
Las especies identificadas del género Holotrichius son:
- Holotrichius apterus Jakovlev, 1879
- Holotrichius bergrothi
- Holotrichius bodenhiemeri Dispons, 1962
- Holotrichius denudatus A. Costa, 1842
- Holotrichius innesi Horvath, 1910
- Holotrichius luctuosus Mulsant & Mayet, 1868
- Holotrichius obtusangulus
- Holotrichius putoni Reuter, 1909
- Holotrichius reuterianus Dispons, 1961
- Holotrichius rotundatus Stål, 1874
- Holotrichius squalidus Douglas & Scott, 1868
- Holotrichius tenebrosus Burmeister, 1835[2]